# Jacob Larsen
Jacob Larsen (Søllerød, 13 giugno 1988) è un canottiere danese, vincitore della medaglia d'argento nel 4 senza pesi leggeri a Rio de Janeiro 2016.

## Palmarès
- Olimpiadi

Rio de Janeiro 2016: argento nel 4 senza pesi leggeri.
- Campionati del mondo di canottaggio

Bled 2011: bronzo nell'8 pesi leggeri.
Chungju 2013: oro nel 4 senza pesi leggeri.
Amsterdam 2014: oro nel 4 senza pesi leggeri.
Aiguebelette 2015: argento nel 4 senza pesi leggeri.
- Campionati europei di canottaggio

Siviglia 2013: oro nel 4 senza pesi leggeri.
Belgrado 2014: oro nel 4 senza pesi leggeri.
Poznan 2015: bronzo nel 4 senza pesi leggeri.